# Ippolita Trivulzio

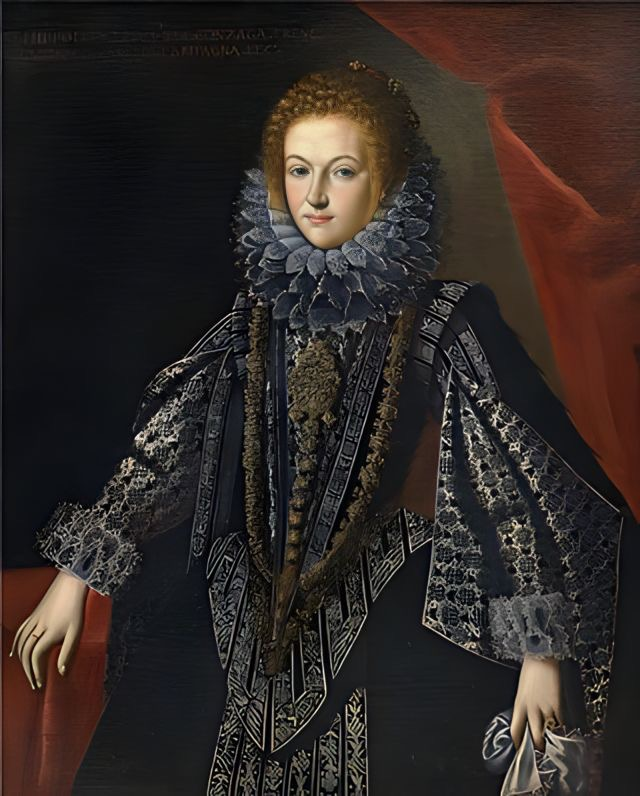
Ippolita Trivulzio

Ippolita Trivulzio (* 1600; † 20. Juni 1638 in Monaco) war Fürstin von Monaco.

Ehewappen der Fürstin von Monaco

Sie wurde als Tochter von Carlo Emanuele Teodoro Trivulzio, Graf von Melzo und Offizier in der spanischen Armee, und dessen Gemahlin Caterina Gonzaga geboren. Am 13. Februar 1616 heiratete sie in Mailand Fürst Honoré II. von Monaco und wurde dadurch erste Fürstin von Monaco. Das Paar hatte einen Sohn: Hércules Grimaldi, den Marquis des Baux (1623–1651). Da Hércules vor seinem Vater starb, folgte dessen Sohn Louis I. seinem Großvater als Fürst von Monaco. Fürstin Ippolita starb am 20. Juni 1638 im Alter von 38 Jahren und wurde in der Kathedrale von Monaco bestattet. Der ursprünglich in der Krypta der Kathedrale beigesetzte Sarg wurde am 4. November 1966 durch Entscheid von Fürst Rainier III. in die Apsis der Kathedrale überführt.
Der Kardinal Giangiacomo Teodoro Trivulzio war ihr Bruder.
| Vorgängerin | Amt                          | Nachfolgerin                   |
| ----------- | ---------------------------- | ------------------------------ |
| —           | Fürstin von Monaco 1616–1638 | Catherine-Charlotte de Gramont |

| Personendaten    | Personendaten      |
| ---------------- | ------------------ |
| NAME             | Ippolita Trivulzio |
| KURZBESCHREIBUNG | Fürstin von Monaco |
| GEBURTSDATUM     | 1600               |
| STERBEDATUM      | 20. Juni 1638      |
| STERBEORT        | Monaco             |